# Parafia Objawienia Pańskiego w Poznaniu
Parafia pw. Objawienia Pańskiego w Poznaniu - parafia rzymskokatolicka znajdująca się w archidiecezji poznańskiej w dekanacie Poznań-Jeżyce. Erygowana w 1987. Mieści się przy ulicy Miastkowskiej.
Pierwotnie wieś Ławica, później dzielnica Poznania, przynależała do parafii w Skórzewie. W związku z rozbudową dzielnicy w latach 80. XX wieku władze kościelne podjęły decyzję o organizacji oddzielnej parafii dla wiernych mieszkańców Ławicy. Zadanie budowy kościoła zostało powierzone ks. Tomaszowi Maćkowiakowi. Pod koniec listopada 1986 roku została na placu budowy została odprawiona pierwsza Msza święta. W kolejnym roku ks. abp Jerzy Stroba oficjalnie powołała do istnienia ławicką parafię, która swoim zasięgiem obejmowała także Edwardowo. W 1993 roku wmurowano kamień węgielny pod budowę parafialnej świątyni. Budowę zakończono w 1998 roku, a 1 czerwca 1999 roku dokonano poświęcenia kościoła. W 1996 roku na terenie parafii rozpoczęły posługę siostry zakonne nazaretanki. W 2011 roku zmarł pierwszy proboszcz ks. Tomasz Maćkowiak. Drugim proboszczem został ks. Szymon Likowski. Od 2016 proboszczem parafii jest ks. kan. Sebastian Kujawa.